# سام سميث (ممثل)
سام سميث (بالإنجليزية: Sam Smith)‏ هو ممثل بريطاني، ولد في 9 أغسطس 1989.

## وصلات خارجية
- سام سميث على موقع IMDb (الإنجليزية)
- سام سميث على موقع قاعدة بيانات الفيلم (الإنجليزية)